# Faaʻa
Faa'a là "commune" ở Polynésie thuộc Pháp, một lãnh thổ hải ngoại của Pháp ở Thái Bình Dương. Faaʻa nằm trên đảo Tahiti, trong phân khu hành chính của quần đảo Nghịch Gió, là một phần của quần đảo Société lớn hơn. Faaa có dân số 29.851 người, là commune lớn nhất ở Tahiti và Polynésie thuộc Pháp. Faa'a có nhiều dãy núi nội địa có thể đạt tới độ cao 1500 m. Núi Orohena là một ngọn núi lửa tuyệt chủng trong giới hạn nội địa và có thể được nhìn thấy từ Moorea gần đó. Con sóng lớn hình thành trong Teahupoo gần đó và giải vô địch thế giới tour du lịch lướt được tổ chức ở đó khoảng hai lần mỗi thập kỷ. Một số nhà vô địch là Mike Stewart và Ben Severson. Faaa có địa hình 30 ft (9,1 m) trên mực nước biển.
Faa'a có một lịch sử lâu dài. Thuyền trưởng James Cook đến Tahiti trong chuyến thám hiểm của mình. Faa'a là thành trì chính trị của lãnh đạo độc lập Oscar Temaru đã ba lần làm tổng thống.
Sân bay quốc tế Faa'a nằm ở đây.